# Cladobotryum penicillatum
Cladobotryum penicillatum är en svampart som beskrevs av W. Gams 1979. Cladobotryum penicillatum ingår i släktet Cladobotryum och familjen Hypocreaceae.   Inga underarter finns listade i Catalogue of Life.